# 9205 Eddywally
9205 Eddywally (1994 PO9) là một tiểu hành tinh vành đai chính được phát hiện ngày 10 tháng 8 năm 1994 bởi E. W. Elst ở Đài thiên văn Nam Âu. Its name is derived from Belgian performer Eddy Wally.